# Кртоли
Кртоли су подручје које се налази на југоистоку залива Бока которска, Црна Гора.

## Етимологија
Назив Кртоли први пут се помиње у 14. веку. Порекло термина није у потпуности познато, па постоје различита тумачења. Једно од њих јесте да назив подручја потиче од биљке кртоле (кромпир), међутим, поједини извори оспоравају ту чињеницу наводећи да кромпир још није био познат у Европи у том времену (Шпанци су га донели тек средином 16. века.).
Друго тумачење јесте да назив потиче од италијанске речи сartolle — „брежуљци, утврде”. У прилог овој тези иду брежуљкаст терен и остаци више мањих средњовековних утврђења.
Треће тумачење јесте да назив потиче од речи кртоле — плетене корпе које су се стављале на коње и магарце.
Четврто тумачење је да назив долази од речи крто која се у Далмацији употребљава у значењу „гомилица”, јер Кртоли гледани са висине подсећају на гомилице.

## Становништво
У Кртолима данас живи око 2.000 становника. Лети се тај број повећа на преко 8.000 житеља смештених у многобројним кућама за одмор, у хотелима или одмаралиштима.

## Географија
Кртоли су смештени на најужем и најнижем подручју полуострва Луштица, између два мора — отвореног мора и залива — састављено је од више међусобно повезаних насеља — Ђурашевићи, Богишићи, Радовићи, Миловићи, Никовићи, Костићи, Гошићи, Брда, Крашићи — смештеним на ниским брежуљцима крашког састава.

## Историја
Многа од насеља кртољских носе називе по њиховим родоначелницима, а први помени о насељу Кртоли јављају се у XIII веку када се, поред Грбља, Паштровића и Луштице налазе у саставу Михољског збора као метох чувеног манастира Св. Архангела Михаила на острву Превлаци. Насеље Кртоли се, све до XVIII века простирало дубоко у копну, али су с временом почела, како су се смањивале опасности које су долазиле са мора — упади пирата и гусара, градити и насеља на самој обали — Бјелила, Какрц, Доњи Крашићи, Калуђеровина. 31.12.1738. Сава Петровић Његош се провидуру жали на фратре са отока под Кртоле јер православну вљеру псују, муче христијане и кршћане, пук муте. Објашњава му да ту од старине није било ни једног католика, а сада има и латина. Правда се да нијесмо ни ми погани, нијесмо Турци. 1776. године је основана српска народна школа гдје се учио српски народни језик. Кртољска народна школа се сматра за најстарију народну школу на тлу данашње Црне Горе (иако тај крај тада није била Црна Гора) и уопштено једном од најстаријих српских народних школа. У 18. вијеку, по статистици о Млетакој Албанији, у доба провидура Франческа Гриманија, на Луштици су забиљежна само два католика и 555 православаца, а у Кртолима поред 311 православних, нема ни једног католика.

## Насеља
Највеће насеље Кртола су Радовићи у којем је изграђено ново насеље, смештена пошта, дом здравља, дом културе, ватрогасна станица, школа, пијаца... Подручје Кртола захвата више од половине површине општине Тиват, а у његовом саставу је и Солиоцко поље — Солила, која су била чувено још у средњем веку по производњи соли, а око Солила су се вековима отимали Зетски кнезови, Немањићи, Млечани, Турци.
Подручју Кртола припада и Кртољски архипелаг — три највећа острва у Боки которској (Оток Госпа од Милости, Оток Шкољ или Св. Марко и Михољска превлака или Острво цвијећа). Кртољски архипелаг је имао важну улогу у предхришћанској и хришћанској култури, а то се првенствено односи на Михољску Превлаку.
Према јужној страни ка отвореном мору простире се пространи залив Траште у чијем је најувученијем делу, на плажи Пржно, био смештен хотелски комплекс Плави Хоризонти (срушен). У ували Облатна је мања плажа.
На другој обали Кртола, у заливу, постоје велика новоизграђена насеља као што су Калуђеровина, Какрц, Бјелила и Крашићи.

## Знамените грађевине
У Кртолима се налази десет цркава (шест православних и четири католичке) манастир и самостан. Цркве су смештене на острвима, на доминантним врховима брегова и у средини самог насеља.
- Црква Св. Тројице и Манастир Св. Михаило су смештени на острву Превлака. Црква је једнобродна грађевина са полукружном апсидом и троделним звоником на преслицу. Саграђена је новцем Катарине Властелиновић 1883. године. На западној фасади изнад портала налази се розета и фрагмент пластике који потичу од манастира Св. Архангела Михаила чији се остаци налазе у непосредној близини цркве. Манастир је из XII века, био је грађен у духу романике, а свети Сава Немањић га је 1219. установио као седиште Зетске епископије. Јужно од остатака манастира Св. Архангела Михаила у прошлом веку је саграђен нови манастир.
- Црква Госпе од Милости и Самостан Госпе од Милости се налазе на малом острву Госпа од Милости. Пространа црква и самостан настали су у другој половини XV века. 1524. године у самостан се усељују фрањевци који ту делују све до 1800. године, када напуштају Оток. Црква, једнобродна грађевина са звоником прислоњеним на њу. је обновљена 1900. године заслугом которског бискупа Франо Ућелини Франа Ућелинија. Црква је посвећена зачећу Св. Богородице.
- Црква Св. Ивана се налази у насељу Богишићи у непосредној близини цркве Св. Јована. Црква више није у рушевном стању — обновљена је и поново отворена 2005. То је била једнобродна грађевина са правоугаоном апсидом и звоником на преслицу. Још у XIII веку на овом месту је постојала старија црква на шта указују фрагменти фресака. Црква је више пута преправљана, да би свој коначни облик добила у XIX веку и задржала га до 1979. године када је страдала у земљотресу. Била је православна, али им је одузета у корист католика, па православни поред себи граде нову цркву Св. Јована.
- Црква Св. Јована — Претеча се налази у насељу Богишићи. Једнобродна је грађевина са полукружном апсидом и звоником на преслицу. Подигнута је 1776. године. Првобитни изглед цркве је измењен када је уместо звоника на преслицу добила високи масивни звоник квадратне основе. Звоник је подигао Шпиро Ђуришић 1900. године. У склопу цркве је активно гробље. Православни су били власници цркве Св. Ивана, али им је одузета и предана католицима, па су зато себи сазидали нову цркву, одмах поред цркве Св. Ивана.
- Црква Св. Спаса — Световазнесењски манастир, се налази у насељу Радовићи. Једнобродна је грађевина са полукружном апсидом на источној страни, улазом на западу и веома је издужене основе. Сазидана је 1796. године. У оквиру цркве је активно гробље. Црква Св. Спас је саборна кртољска црква.
- Црква Св. Госпође се налази у центру места Кртоли, у насељу Радовићи. На уклесаном натпису изнад портала записано је да је црква изграђена 1843. године. Саграђена је на месту старијег храма. Већа, једнобродна грађевина са полукружном апсидом, куполом и високим звоником у прочељу. Звоник је ослоњен на два масивна стуба између којих су разапети лукови, који испред улаза у цркву граде неку врсту отвореног трема. Звоник се завршава осмостраним кубетом са малим лучним прозорима на свакој страни. На средини звоника је велики сат. Црква је живописана у прошлом веку.
- Црква Св. Луке се налази у насељу Гошићи. Једнобродна грађевина са полукружном апсидом и високим звоником квадратне основе у прочелу. На месту данашње цркве постојала је старија грађевина, мањих димензија која је 1776. године преправљена у данашњу цркву.
- Црква Св. Бокешких Мученика се налази у Доњим Крашићима и смештена је уз обалу. Саграђена је 1901. године. Према натпису изнад улазних врата, посвећена је тројици мученика: Перу, Андрији и Ловријенцу, у спомена на Битку код Виса. Изнад камене плоче са натписом налази се розета.
- Скит (мали манастир) Св. Архангела Михаила се налази у насељу Ђурашевићи. Једнобродна је грађевина оријентисана у правцу исток запад. Подигнута је у XVII веку на доминантном положају — на брду изнад Солиолског поља, на Бијелићима.
- Црква Св. Николе се налази у насељу Горњи Крашићи. подигнута је у XVIII веку. Једнобродна је грађевина, са улазом на западној и правоугаоном апсидом на источној страни. Црква, парохијска кућа и активно гробље ограђени су каменим зидом и чине једну целину.

## Галерија слика
- Црква Св. Госпође
- Црква Св. Иван
- Црква Св. Јован
- Црква Св. Мученика
- Црква Св. Никола
- Црква Св. Спас
- Црква Св. Лука
- Црква Св. Архангел Михаило
- Црква Госпе од Милости
- Црква Св. Тројица